# Heterokroni
Heterokroni är ett begrepp i utvecklingsbiologin som betecknar tidsmässiga förskjutningar mellan olika utvecklingsstadier.  Dessa förskjutningar kan leda till stora anatomiska skillnader mellan besläktade arter.
Viktiga faktorer är när en viss process börjar, när den slutar och den hastighet med vilken den sker. Ett exempel är skillnaden i längd mellan schimpanser och människor. Båda arterna växer ungefär lika snabbt, men schimpanserna slutar växa tidigare, vilket leder till att de blir kortare. Inom arterna växer hanarna något längre tid än honorna, och hanarna är därför något längre. 
Alla delar av kroppen växer inte lika snabbt utan tillväxten av olika delar "slås på" och "slås av" vid olika tidpunkter. Tillväxten sker dessutom med olika hastighet, eller i vissa fall inte alls. Ett exempel är människans tillväxt, där hjärnan växer kraftigt under fosterstadiet, medan benen växer mycket snabbare under uppväxten. Skillnaderna kan leda till stora skillnader i utseende mellan olika arter, trots att de grundläggande strukturerna är lika. Benen i en fågels vinge och en krokodils ben har många gemensamma drag, men har på grund av heterokronin vuxit på olika sätt. Även skillnader i mönster kan förklaras med heterokroni.
Tillväxten avstannar för de flesta arter när könsmognaden inträffar. Om könsmognaden inträffar tidigt blir den vuxna individen mer lik unga individer än om könsmognaden sker senare. Det samma inträffar om tillväxten sker långsammare. En sådan process där den könsmogna individen liknar ett ungdjur kallas pedomorfos eller neoteni. Motsatsen peramorfos ger individer som har mer utpräglade adulta (vuxna) drag.
Heterokroni mellan individer av samma art ger skillnader i form som det naturliga urvalet kan verka på. Hos många arter finns det ett samband mellan honornas storlek och det antal ägg de kan lägga. Urvalet gynnar därför stora honor, alltså de med senarelagd könsmognad. Hos hanarna finns inte motsvarande samband, utan där gynnas de som reproducerar sig tidigt, alltså de med tidig könsmognad vilket leder till små hanar.